# 冷たい校舎の時は止まる
『冷たい校舎の時は止まる』（つめたいこうしゃのときはとまる）は、辻村深月の推理小説。第31回メフィスト賞受賞作。
講談社ノベルスより2004年6月9日に上巻、同年7月8日に中巻、同年8月7日に下巻が発売された。また、講談社ノベルス版を上下巻に編集し、講談社文庫より2007年8月10日に上下巻が同時発売された。
2019年6月7日には、辻村の作家生活15年を記念して一冊にまとめた限定愛蔵版が発売された。ハードカバーの函入りで、特典として辻村のメッセージ入り紙製しおりが付けられている。

## あらすじ
クラス委員の鷹野・深月・梨香・昭彦・充・清水と、前々から委員会の活動に協力していた菅原、生徒会の副会長である景子は、全員大学受験を控えた高校3年生。雪が降るある日、学校に登校していた8人は、校舎に閉じ込められてしまう。
校内で8人以外の姿が見当たらない中、彼らは学園祭で自殺したクラスメイトの名前を、どうしても思い出せないことに気付く。自殺したというクラスメイトがこの状況に関わっているのか。この8人のうち、1人が死んでいるのでは？　疑心暗鬼はふくらみ、追いつめられていく。
迫る5時53分の恐怖と戦いつつも、過去の闇に立ち向かい、彼らは文化祭で自殺したクラスメートの名を探し続ける。

## 登場人物

### 主要人物
鷹野博嗣（たかの ひろし）
県下一の進学校・青南学院高校の3年生。深月とは幼馴染みで、いつも一緒に登下校している。眼鏡をかけた冷静沈着で親しみやすい人物。成績優秀な入学金免除のB級特待生。元陸上部所属で、T大法学部志望。
担任教師の榊とは従兄弟同士で、容姿がそっくりなため、よく榊の兄と間違われる。
教師からの信頼も厚い完璧な優等生だが、煙草や麻雀の経験もある一面も持つ。
『光待つ場所へ』収録の「しあわせのこみち」にも登場。

辻村深月（つじむら みづき）
青南学院高校の3年生。鷹野と、彼の従兄で昔から近所に住んでいた榊の幼馴染み。明るく優しい性格だが、精神的に打たれ弱い面がある。陸上部のマネージャー。
2年生のクラス分けで角田春子と知り合い、意気投合して仲を深める。鷹野に誘われた陸上部のマネージャーの仕事も春子が手伝ってくれており、当時は彼女を純粋に好いていた。しかし、受験が近づくにつれて学業に行き詰まった春子の不満の矛先となり、理不尽な被害妄想からいじめを受ける。
一時は拒食症になるまで追い詰められた。昭彦には「自殺したのは深月なのでは」と思われているが、当時は鷹野たち学級委員が必死に支えたおかげで、今は春子のことも割り切って通常の生活に戻っているはずである。

菅原（すがわら）
青南学院高校の3年生。茶髪や片耳のピアスという不良のような風貌。賭け麻雀と喫煙で停学処分を受けており、事件の朝は反省文の日記帳を持って登校している。不良っぽく振る舞っているが、内面はフェミニストで情に厚い人物。教師志望。
校舎に閉じ込められた8人の中で自殺した人物を推理している最中も、「菅原だけは絶対に違う」と変わった信頼を得ている。その楽観的な性格から他の仲間たちの心の支えになっている。
中学生の頃、母親にPTA会長だった父親が寄付していた『ひまわりの家』という施設のボランティアを命じられる。渋々ながらも、同じく『ひまわり』を手伝っていた青南に通う高校生の『サトちゃん』、そして同じ名前の2人の小学生『ヒロくん』と『ヒロちゃん』と過ごす日々を純粋に楽しんでいた。『サトちゃん』を巡っては『ヒロちゃん』と恋敵の関係だった。
しかし中学2年生の夏、母子家庭だった『ヒロちゃん』が母親の無理心中で幼くして亡くなる。葬儀の際、夏祭りで自分が買ってやった金のピアスを彼が『サトちゃん』に贈っていたことが分かり、「菅原くんに片方持っていて欲しい」と頼まれた『サトちゃん』とピアスを分け合ってから、『ひまわり』へ行くのをやめている。
『ロードムービー』収録の「雪の降る道」にも『スガ兄』として登場している。

佐伯梨香（さえき りか）
青南学院高校の3年生。一人称は「リカ」。榊に熱烈な好意を抱いており、それは榊本人を含め周囲も知っている。景子とは小学生の頃からの幼馴染み。茶髪に短いスカートなど女の子らしい格好をしていて、とても社交的な性格だが少し短気。菅原と同じく教師志望。
高校生の沙弥と小学生の弓子という2人の妹がおり、現在は離婚した母親と暮らしている。
榊とは1年生の時に生徒と副担任という立場で出会った。当時家庭の事情で荒れていた梨香は、彼のことを「勘違いした新米教師」と冷めた目で見ていたため、最初から好感を持っていたわけではない。しかし、夜の街で帰る場所もなく途方に暮れていた際、偶然会ったことをきっかけに榊の優しさに触れ考えを改める。その後も、当時の担任だった山崎に殴られた時や、弓子が風呂場で倒れ意識を失った時など、梨香がどんなに絶望的な状況に陥っても、必ず助けてくれた榊に恋心を抱くようになった。

藤本昭彦（ふじもと あきひこ）
青南学院高校の3年生。常に落ち着いていてどこか達観している。景子曰く「下心をまるで感じさせないフェミニスト」で、女子からの人気も非常に高いらしい。しかし、時にその大人びた態度から鷹野と同じく、梨香のようなタイプとは衝突することも少なくない。
中学生の頃、幼馴染みだが今までクラスが離れて疎遠になっていた沢口豊とクラスメイトになる。実は沢口は前の学年の時にクラスの中心人物たちと揉めたことが原因で、クラスメイトのほとんどからいじめの対象になっていた。昭彦は特に彼をいじめも庇いもしなかったが、沢口は昔馴染みの昭彦を頼っていたようだ。沢口は次第に不登校になり、結果として首を吊って自殺してしまう。
青南に進学してからも沢口のことをずっと気に病んでいた昭彦は、2年生になり角田春子にいじめられていた深月が沢口と重なり、彼女を気遣って一緒に帰り始める。深月が春子の件を最初に告白したのも昭彦で、そこから鷹野たちもようやく事態を把握するに至った。
『光待つ場所へ』収録の「アスファルト」にも登場。

桐野景子（きりの けいこ）
青南学院高校の3年生。梨香からは「ケイ」、諏訪裕二からは「けいちゃん」と呼ばれている。梨香とは幼馴染みで、彼女の家庭の事情もよく知っている。両親は医者で、実家は桐野総合病院。自身も医学部志望。生徒会の副会長を務め、会長の裕二と共に業務をこなしていた。中性的な美人でややクールな口調で話す。下級生の女子から大人気で、中学の頃にはファンクラブもあったらしい。
小学生の頃から牧村という家庭教師をつけており、景子が国立の中学校に入学してからも変わらず彼に勉強を教わっていた。景子も自分の意見を真剣に聞いてくれる牧村を信頼していたが、ある日彼氏に振られて悩んでいることを「そんなことで」という一言で済まされてしまう。それがきっかけで牧村が景子に勝手な理想を抱き、彼が女性的な自分を拒絶していることに気づく。また、自分も牧村に夢を見ていたことに気づき、なんとなく関係も気まずくなり、最終的に牧村側の都合で彼は景子の家庭教師を辞めた。

片瀬充（かたせ みつる）
青南学院高校の3年生。温和で気弱な性格で、自己主張が少ない。『優しい』と評されることが多いが、それは人を傷つけたくないためであり、他人を受け入れるだけの無責任な優しさだと自覚している。
梨香に恋心を抱いており、その気持ちは梨香を含め周囲も知っている。

清水あやめ（しみず あやめ）
青南学院高校3年。入学金・授業料免除のA級特待生。学業だけでなく、美術部に所属し絵画のコンクールで受賞もしている。文化祭では、クラスの催し物のパンフレットの絵を描いた。T大志望。
人間が人間の中に「閉じ込められる」ことに関する知識を持ち、突然の異変に対する方向性を示す。
『光待つ場所へ』収録の「しあわせのこみち」にも登場。

榊（さかき）
鷹野たちの担任教師。茶髪に金色のピアスと教師らしくない風貌をしている。生徒たちからの信頼は厚く、自宅に生徒が度々訪ねてくるほど。
『光待つ場所へ』収録の「冷たい光の通学路」にも登場。

### その他の登場人物
角田春子（つのだ はるこ）
青南学院高校の3年生。鷹野たちのクラスメイト。友人だった深月の陸上部のマネージャーの仕事を手伝っており、彼女と同じ大学を志望していた。受験が近づき自身は学業に専念するが、深月はその後もマネージャーを続けていたにもかかわらず、必死に努力している自分よりも深月の方が成績が良かったことなどから、彼女の存在を疎ましく感じ始める。
春子や他の女子に無視されて孤独を感じ拒食症気味になった深月を見ても「あてつけだ」と逆に呆れていることから、鷹野たちの記憶上では反省している様子は見られない。そのため、元々仲が良かった梨香や景子からは少し距離を置かれ、鷹野や昭彦からは文句などは言われなかったものの、もう深月に近づかないでほしいと思われている。
清水の回想から1年生の頃鷹野に惚れていたことが明らかになっており、真相は定かではないもののクラスメイトに指摘された本人がはっきり否定していないため、あながち誤解ではないと考えられる。

諏訪裕二（すわ ゆうじ）
青南学院高校の3年生。鷹野たちのクラスの隣、3年1組の生徒会長。政治家の息子。景子とは同じ中学校の出身で、裕二が中学でも生徒会長をしていた際に、彼女が選挙管理委員会の委員長だった。鷹野とは1年生の時に同じクラスで、共に学級委員を務めた過去がある。クールで傍若無人な振る舞いが目立つが、生徒会は彼のワンマンで運営されているようなものなのに、「そこがいい」と女子にはとてもモテる。鷹野と同じくB級特待生。
中学生時代に初めて出会った時はまだ景子のことをただの同級生として見ていたようだが、だんだん異性として惹かれていき、呼び名も『桐野』から『けいちゃん』と変化している。青南で自身が生徒会長に就任した際、景子を副会長に誘ったのも彼である。文化祭前日に景子に告白するが、景子は自由な彼を束縛してしまいそうな自分を受け入れられず、両想いであるにもかかわらず振られた。

雨宮（あまみや）
鷹野たちのクラスメイトの女子。校舎に閉じ込められた8人が、自殺の起きた文化祭の最終日を回想する際、妙に多く登場している。当日は充と共に受付を担当していたようである。
昭彦に沢口の弟が訪ねてきたことを伝えたり、充に山内祥子の情報を提供したりした。

ヒロくん
第14章「HERO」に登場。本名は不明。『ひまわり』に通う小学生。少し大人しめな性格。『ヒロちゃん』とその母親を放ったらかしにしていた『ヒロちゃん』の父親を殴って失踪した菅原に、「ヒロちゃんが可哀想なのはスガ兄のせいじゃない」と諭すなど賢く心優しい一面も持っていたようだ。彼の母親と菅原の母親は知り合い同士で、『ひまわり』に行き始めたのも菅原の母に勧められたから。
『ロードムービー』収録の「雪の降る道」にも登場。

ヒロちゃん
第14章「HERO」に登場。本名はヒロナオ・マラヤ。『ひまわり』に通う小学生。日本人の父親とフィリピン人の母親を持つハーフ。相棒の『ヒロくん』とは対照的に悪餓鬼の典型。英語が堪能。『ヒロくん』とは違う小学校に通っている。
父親は滅多に帰ってこず、母親と2人暮らしをしていた。しかしその母親も夜遅くまで働いており、彼を迎えに行くことができずそのまま『ひまわり』に泊まることも珍しくなかった。
夏に突然母親の無理心中に巻き込まれ、包丁で刺されてしまう。母親はすぐに死亡が確認されたが、『ヒロちゃん』の方は緊急手術の後入院。ベッドの上で3日間頑張ったが、7歳で急逝した。

みーちゃん
第14章「HERO」に登場。本名は不明。小学生だが『ひまわり』には通っていない。『ヒロくん』のガールフレンドで、よく菅原に彼との関係をからかわれていた。夏祭りでは『ヒロくん』は菅原に『みーちゃん』へプレゼントするための指輪を買ってもらっている。
『ロードムービー』収録の「雪の降る道」にも登場。

サトちゃん
第14章「HERO」に登場。本名はチサト。菅原が中学生だった当時、青南学院高校に在学していた。よって菅原よりも年上。穏やかで心優しい性格をしており、『ひまわり』の子供たちからも好かれている。菅原は『サトちゃん』に恋心を抱いており、青南に進学を決めたのも彼女の存在が影響している。
実は小学生の頃に『ひまわり』で過ごした過去があり、その縁からか高校生になっても『ひまわり』のボランティアに来ている。英語が得意で日本語がうまく話せない『ヒロちゃん』の母親と、『ひまわり』のスタッフを繋ぐ通訳の役割も果たしていた。章の後半で『ヒロちゃん』と同じく日本人の父親と外国人の母親を持つハーフであることが明かされている。
菅原が『ひまわり』へ行くのをやめて以来、彼との繋がりは一切なく、それっきりである。その後『サトちゃん』は青南を卒業後、名のある国立大学の教育学部に進学したと、菅原が噂で聞いた内容が語られた。

## 用語説明

### 青南学院高校
県下一の進学校。鷹野達の代が入学する前年に老朽化した校舎の大幅な改装があり、設備の充実した新校舎となったため、鷹野たちの学年は例年にも増して倍率と偏差値が高くなった。
作中に登場する卒業生はチサトと榊で、榊は8代前の特待生である。鷹野達の学年の特待生は、A級の清水あやめ・B級の鷹野博嗣・諏訪裕二の3人。

## 書籍情報
- 新書判：講談社ノベルス
  - 上巻 2004年6月5日発行、ISBN 978-4061823754
  - 中巻 2004年7月5日発行、ISBN 978-4061823785
  - 下巻 2004年8月5日発行、ISBN 978-4061823822
- 文庫本：講談社文庫
  - 上巻 2007年8月10日発行、ISBN 978-4062758222
  - 下巻 2007年8月10日発行、ISBN 978-4062758239
- 愛蔵版（単行本）：講談社、2019年6月5日発行、ISBN 978-4-06-516161-6

## 漫画
本作品を原作にしたコミカライズ作品。全4巻。作画は新川直司。『月刊少年マガジン』2008年1月号から2009年5月号まで連載された。鷹野の志望学部が医学部であるなど、原作との相違点がいくつか見られる。
- 辻村深月（原作）、新川直司（漫画） 『冷たい校舎の時は止まる』 講談社〈講談社KCデラックス〉、全4巻
  1. 2008年11月17日発行、ISBN 978-4-06-375598-5
  2. 2008年11月17日発行、ISBN 978-4-06-375599-2
  3. 2009年3月17日発行、ISBN 978-4-06-375673-9
  4. 2009年5月15日発行、ISBN 978-4-06-375716-3
- 辻村深月（原作）、新川直司（漫画） 『コミック 冷たい校舎の時は止まる』 講談社〈講談社文庫〉、上下巻
  - 上巻 2012年9月14日発売[10]、ISBN 978-4-06-277366-9
  - 下巻 2012年9月14日発売[11]、ISBN 978-4-06-277367-6